# Worshipful Company of Brewers

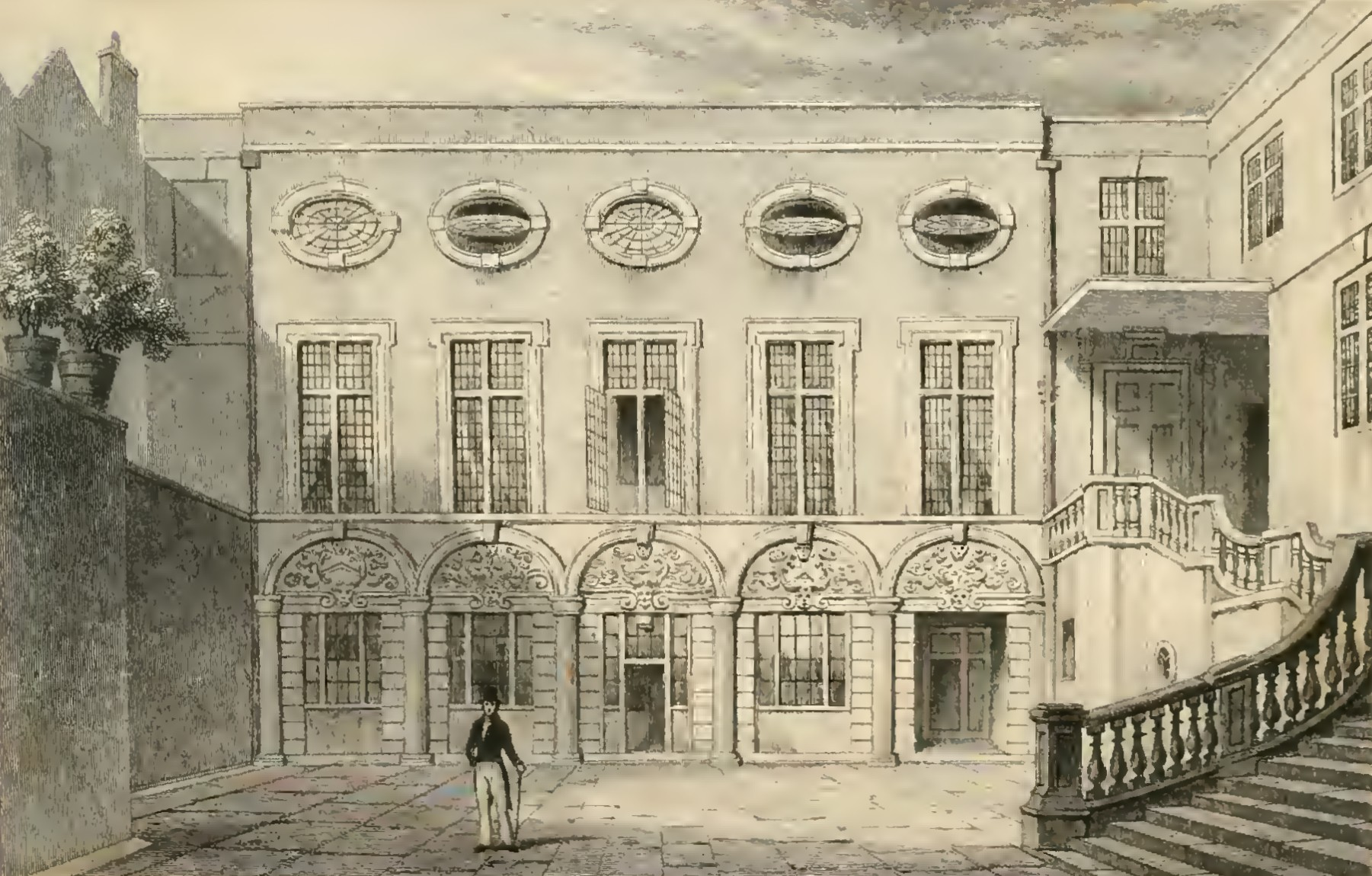
Die Brewers’ Hall im Jahre 1831

Die Worshipful Company of Brewers ist eine der Livery Companies der City of London.

## Geschichte
Es ist bekannt, dass sich die Londoner Brauer im 13. Jahrhundert zusammengeschlossen haben. Ihre erste Royal Charta wurde von Heinrich VI. im Jahr 1438 erteilt. Im Jahr 1643 führte das Parlament Verbrauchssteuern auf Bier, Ale und Malz ein, die ständig erhöht wurden, bis Gin billiger wurde, was zum Anwachsen von Brauereien ohne Lizenz führte. 1685 dehnte James II. den Zuständigkeitsbereich der Gesellschaft auf acht Meilen um London und seine Vororte aus. Im Jahr 1739 nahm die Gesellschaft neue Statuten an, die u. a. vorsahen, dass die Mitglieder „bei der Gesellschaft eine Bürgschaft [...] für alle Kosten, die ihnen durch die Wahl zum Sheriff oder Lord Mayor entstehen, eingehen“. Um 1750 begann der Niedergang der Company.
Sie sind die Treuhänder der Dame Alice Owen Foundation, die die Dame Alice Owen’s School unterstützt. Die Brewers’ Company steht an 14. Stelle in der Rangfolge der Livery Companies. Das Motto der Gesellschaft lautet In God Is All Our Trust (In Gott liegt all unser Vertrauen).
Die heutige Brewer’s Hall wurde 1960 erbaut, nachdem das vorherige Gebäude bei einem Bombenangriff im Jahr 1940 zerstört worden war. Die erste Halle der Gesellschaft wurde 1666 beim Großen Brand von London zerstört. Die am Aldermanbury Square gelegene Halle kann heute für Veranstaltungen privat gemietet werden.